# Lonny Gerungan
Marlon ("Lonny") Gerungan (Denpasar, 4 mei 1956) is een Nederlands-Indonesische televisiekok, zanger en auteur van kookboeken.

## Biografie
Gerungan emigreerde op 21-jarige leeftijd vanuit Bali (Indonesië) naar Nederland waar hij acht jaar werkte als afwasser in restaurants en uiteindelijk in de horeca werkzaam was als bedrijfsleider. In 1986 opende hij een Indonesisch restaurant in Amsterdam dat hij vijftien jaar zou leiden. Hij schreef met journalist/auteur Ben Holthuis diverse kookboeken over de Indonesische keuken. Gerungan was in de jaren negentig vrij regelmatig op de Nederlandse televisie te zien in kookprogramma's en presenteerde ook het televisieprogramma De reistafel. Ook werd hij bekend door de in bamboemandjes verpakte kant-en-klaar maaltijden uit de Indonesische en later ook Thaise keuken die in 1997 werden gelanceerd in de supermarkten. In de jaren negentig vormde Gerungan samen met zangeres Justine Pelmelay het duo Justine & Marlon. Zij brachten drie CD albums uit met traditioneel Indonesische liedjes. Ook werkte hij jarenlang samen met de zangeres Sandra Masmeijer. In recenter jaren treedt hij solo op en zingt ook jazz. In 2010 deed hij mee als een van de deelnemers in The voice of Holland, maar hij werd niet geselecteerd.
In 2023 nam Gerungan samen met Michiel Eduard het nummer  Baliku  op. 
In 2005 reisde Gerungan enkele weken na de Tsunami eind 2004 af naar Atjeh om te helpen met het bergen van lichamen en koken voor overlevenden.
Na een carrière van 25 jaar in Nederland keert Gerungan terug naar Bali en opent daar op 10 februari 2015 in Kerobokan zijn nieuwe restaurant genaamd Di Roemah (betekenis: Thuis). Gerungan geeft in dit restaurant ook kookworkshops. In juni 2020 heeft Gerungan vanwege de coronacrisis moeten besluiten zijn restaurant te sluiten. Vanaf dat moment worden er alleen nog kookworkshops gegeven bij hem thuis in Samasaya Garden.

## Discografie
- Liedjes uit de gordel van smaragd
- Liedjes uit de reistafel
- Kerst met Lonny en vrienden
- De Reistafel
- Dansa
- Als de orchideeën bloeien
- It's me two (2008)
- Kerst in de gordel van smaragd
- De origineel Indonesische keuken
- De Koninklijke reistafel
- De origineel Indonesische keuken
- De origineel Balinese keuken
- De origineel Thaise keuken
- Rame, rame, liedjes van verlangen

- International Standard Name Identifier: 0000 0003 6907 5417
- Library of Congress Control Number: no2009051582
- Nederlandse Thesaurus van Auteursnamen: 157835073
- Système universitaire de documentation: 083563938
- Virtual International Authority File: 283254011